# ポール・トンプソン

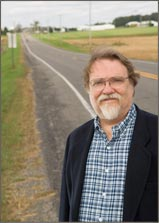

ポール・トンプソン (Paul B. Thompson、1951年 - )は、アメリカ合衆国の哲学者。テキサスA&M大学とパデュー大学で哲学の役職を歴任した後、現在は、ミシガン州立大学で教鞭をとる。農業、食品における科学技術の指導と開発に関連する倫理的、哲学的な研究を行っている（食農倫理学）。

## 哲学分野への貢献
トンプソンは、農作物と畜産動物における組み換えDNA技術の適用に関する一連のプロジェクトを引き受けた。1992年、トンプソンは農業とバイオテクノロジーに関する哲学的な議論を提起した最初の大部の著作Food Biotechnology in Ethical Perspectiveを発表した。2007年に同書は改訂され、同年トンプソンは、ヨーロッパ諸国だけでなく、エジプト、タイ、台湾、メキシコ、イスラエル、ジャマイカなどで講演を行っている。彼の仕事は、哲学分野のジャーナルだけでなく、植物生理学や生命工学などの、科学・技術分野のジャーナルにおいても読むことができる。トンプソンは現在、全米研究評議会の農業バイオテクノロジー会議(Agricultural Biotechnology Advisory Council)と、カナダの遺伝子工学に関する諮問委員会に参加している。現在のトンプソンの関心は、農業食物システムとナノテクノロジーに向けられている。
バイオテクノロジーのみならず、トンプソンは環境保全における農業の社会的重要性を、広く周知させた。4人の共同執筆者と書かれた、1992年の著書Sacred Cows and Hot Potatoes: Agrarian Myths and Policy Realitiesは、米国議会の農業スタッフのための教科書に採用され、農業経済学協会賞を獲得した。彼はまた、農業の哲学的・文化的な重要性についての大部の論文を発表している。代表的なものとして、The Spirit of the Soil: Agriculture and Environmental Ethics(1995)とThe Agrarian Roots of Pragmatism(2000)があげられる。

## 著作日本語訳
- P.B. Thompson, The Spirit of the Soil: Agriculture and Environmental Ethics, New York and London: Routledge Publishing Co., 1995.
  - ポール・B・トンプソン著、太田和彦訳『〈土〉という精神: アメリカの環境倫理と農業』農林統計出版、2017年、ISBN 978-4897323695
- P.B. Thompson, From Field to Fork:Food Ethics for Everyone, Oxford University Press, 2015.
  - ポール・B・トンプソン著、太田和彦訳『食農倫理学の長い旅: 〈食べる〉のどこに倫理はあるのか』勁草書房、2021年、ISBN 978-4326154685
- Paul B. Thompson and Patricia E. Norris, Sustainability: What everyone needs to know, Oxford University Press, 2021
  - ポール・B・トンプソン；パトリシア・E・ノリス著、寺本剛訳『持続可能性 みんなが知っておくべきこと』勁草書房、2022年、ISBN 978-4326603527

## 参考
W. K. Kellogg Chair in Agricultural Food and Community Ethics